# Josip Čuljak
Josip Čuljak  (Stuttgart, 11. veljače 1974.) njemački je kazališni i filmski glumac hrvatskog podrijetla. 

## Kazališne sezone
- 1999. – 2001. Državno kazalište Dresden
- 2001. – 2006. Kazalište Magdeburg, ansambl Freie Kammerspiele

## Filmovi
- Frizerka (njemački: Die Friseuse), 2010.
- Yugotrip (TV film), 2004.
- Strah (njemački: Angst), 2000.

## Vanjske poveznice
- Službene stranice Josipa Čuljka
- Josip Čuljak u internetskoj bazi filmova IMDb-u (engl.)